# Ocyptamus
Ocyptamus es un género numeroso y variado con más de 300 especies de moscas sírfidas que se encuentra primariamente en la región neotropical. Es posible que algunas de las especies descritas no sean nada más que sinónimos de otras especies, pero también hay muchas otras que aun no han sido descritas. También es posible que el género no sea monofilético y que sea parafilético en referencia a Eosalpingogaster y Toxomerus y que algunos subgéneros deban ser géneros separados. Los géneros Hybobathus, Pelecinobaccha y Pseudoscaeva antes formaban parte de este género.
Las larvas se alimentan de pulgones y de insectos escamas. Algunas especies tropicales tienen larvas acuáticas.

## Especies
Subgénero: Ocyptamus Macquart, 1834
- Ocyptamus antiphates (Walker, 1849)
- Ocyptamus calla (Curran, 1941)
- Ocyptamus cylindricus (Fabricius, 1781)
- Ocyptamus dimidiatus (Fabricius, 1781)
- Ocyptamus fasciatus Roeder, 1885
- Ocyptamus funebris Macquart, 1834
- Ocyptamus fuscipennis (Say, 1823)
- Ocyptamus gastrostactus (Wiedemann, 1830)
- Ocyptamus icarus Reemer, 2010
- Ocyptamus inca (Curran, 1939)
- Ocyptamus infuscatus Bigot, 1884
- Ocyptamus iris (Austen, 1893)
- Ocyptamus medina (Telford, 1973)
- Ocyptamus papilionarius (Hull, 1943)
- Ocyptamus princeps (Hull, 1944)
- Ocyptamus stolo (Walker, 1852)
- Ocyptamus tarsalis (Walker, 1836)

Subgénero: Pseudoscaeva Vockeroth, 1969
- Ocyptamus diversifasciatus (Knab, 1914)
- Ocyptamus meridionalis (Fluke, 1950)
- Ocyptamus schoenemanni (Enderlein, 1938)
- Ocyptamus sericeus (Walker, 1836)

Subgénero: Hermesomyia Vockeroth, 1969
- Ocyptamus wulpianus (Lynch Arribalzaga, 1891)

Subgénero: Orphnabaccha Hull, 1949
- Ocyptamus aequilineatus (Hull, 1945)
- Ocyptamus agilis Bigot, 1884
- Ocyptamus amplus (Fluke, 1942)
- Ocyptamus caldus (Walker, 1852)
- Ocyptamus cerberus (Hull, 1943)
- Ocyptamus coeruleus (Williston, 1891)
- Ocyptamus decipiens (Williston, 1891)
- Ocyptamus delimbatus (Enderlein,1948)
- Ocyptamus diversus (Williston, 1891)
- Ocyptamus dolorosus (Hull, 1950)
- Ocyptamus elegans (Giglio-Tos, 1892)
- Ocyptamus erraticus (Williston, 1888)
- Ocyptamus flavigaster (Hull, 1944)
- Ocyptamus fraternus Bigot, 1884
- Ocyptamus fuscicosta Lynch Arribalzaga, 1891
- Ocyptamus golbachi (Fluke, 1950)
- Ocyptamus jactator (Loew, 1861)
- Ocyptamus lanei (Fluke, 1950)
- Ocyptamus laticauda (Curran, 1941)
- Ocyptamus lativentris (Curran, 1941)
- Ocyptamus lautus (Giglio-Tos, 1892)
- Ocyptamus limbus (Enderlein, 1938)
- Ocyptamus nodosus (Hull, 1930)
- Ocyptamus opacus (Fluke, 1950)
- Ocyptamus priscilla (Hull, 1943)
- Ocyptamus pteronis (Fluke, 1942)
- Ocyptamus superbus Thompson, 1981
- Ocyptamus trabis (Fluke, 1942)
- Ocyptamus tribinicincta (Enderlein, 1938)
- Ocyptamus virga (Fluke, 1942)
- Ocyptamus volcanus (Fluke, 1942)

Subgénero: Pipunculosyrphus Hull, 1937
- Ocyptamus globiceps (Hull, 1937)
- Ocyptamus scintillans (Hull, 1943)
- Ocyptamus tiarella (Hull, 1944)

Subgénero: Mimocalla Hull, 1943
- Ocyptamus bonariensis (Brethes, 1905)
- Ocyptamus capitatus (Loew, 1863)
- Ocyptamus conjunctus (Wiedemann, 1830)
- Ocyptamus erebus (Hull, 1943)
- Ocyptamus flata (Hull, 11940)
- Ocyptamus giganteus (Schiner, 1868)
- Ocyptamus nymphaea (Hull, 1943)
- Ocyptamus sargoides (Macquart, 1850)
- Ocyptamus tristani Zumbado, 2000
- Ocyptamus willistoni Thompson, 1976

Subgénero: Styxia Hull, 1943
- Ocyptamus ariela (Hull, 1944)
- Ocyptamus eblis (Hull, 1943)

Subgénero: Calostigma Shannon, 1927
- Ocyptamus coreopsis (Hull, 1944)
- Ocyptamus elnora (Shannon, 1927)
- Ocyptamus exiguus (Williston, 1888)
- Ocyptamus ornatipes (Curran, 1927)
- Ocyptamus striatus (Walker, 1852)

Subgénero: Hybobathus Enderlein, 1937
- Ocyptamus anera (Curran, 1939)
- Ocyptamus arx (Fluke, 1936)
- Ocyptamus bivittatus (Curran, 1941)
- Ocyptamus cobboldia (Hull, 1958)
- Ocyptamus cubensis (Macquart, 1850)
- Ocyptamus druida (Hull, 1947)
- Ocyptamus flavipennis (Wiedemann, 1830)
- Ocyptamus idanus (Curran, 1941)
- Ocyptamus lineatus (Macquart, 1846)
- Ocyptamus lividus (Schiner, 1868)
- Ocyptamus macropyga (Curran, 1941)
- Ocyptamus myrtella (Hull, 1960)
- Ocyptamus nectarinus (Hull, 1942)
- Ocyptamus norina (Curran, 1941)
- Ocyptamus notatus (Loew, 1866)
- Ocyptamus obsoletus (Curran, 1941)
- Ocyptamus pennatus (Hull, 1943)
- Ocyptamus persimilis (Curran, 1930)
- Ocyptamus phaeopterus (Schiner, 1868)
- Ocyptamus placivus (Williston, 1888)
- Ocyptamus quadrilineatus (Enderlein, 1938)
- Ocyptamus rubricosus (Wiedemann, 1830)
- Ocyptamus ryl (Hull, 1943)
- Ocyptamus silaceus (Austen, 1893)
- Ocyptamus thecla (Hull, 1943)
- Ocyptamus vittiger (Hull, 1949)
- Ocyptamus wiedemanni Enderlein, 1938
- Ocyptamus zenia (Curran, 1941)

Subgénero: Atylobaccha Hull, 1949
- Ocyptamus flukiella (Curran, 1941)

Subgénero: Pelecinobaccha Shannon, 1927
- Ocyptamus alicia (Curran, 1941)
- Ocyptamus beatricea (Hull, 1942)
- Ocyptamus clarapex (Wiedemann, 1830)
- Ocyptamus concinnus (Williston, 1891)
- Ocyptamus cora (Curran, 1941)
- Ocyptamus costatus (Say, 1829)
- Ocyptamus crypticus (Hull, 1942)
- Ocyptamus dracula (Hull, 1943)
- Ocyptamus eruptova (Hull, 1943)
- Ocyptamus hiantha (Hull, 1943)
- Ocyptamus hirundella (Hull, 1944)
- Ocyptamus ida (Curran, 1941)
- Ocyptamus mexicanus (Curran, 1930)
- Ocyptamus peruvianus (Shannon, 1927)
- Ocyptamus pilipes (Schiner, 1868)
- Ocyptamus telescopicus (Curran, 1930)
- Ocyptamus transatlanticus (Schiner, 1868)
- Ocyptamus tristis (Hull, 1930)